# Poienița, Sălaj
Poienița este un sat în comuna Băbeni din județul Sălaj, Transilvania, România.
Apare în documente în anul1461, sub denumirea de Poynycza.

## Lăcașuri de cult
- Biserica românească din lemn “ Sfinții Arhangheli Mihail și Gavriil”.[4]